# Gora Chichagova
Gora Chichagova är ett berg i Antarktis. Det ligger i Östantarktis. Australien gör anspråk på området. Toppen på Gora Chichagova är 1 368 meter över havet, eller 335 meter över den omgivande terrängen. Bredden vid basen är 5,2 km.
Terrängen runt Gora Chichagova är varierad. Trakten är obefolkad. Det finns inga samhällen i närheten.